# Acon
Acon é uma comuna francesa na região administrativa da Normandia, no departamento de Eure. Estende-se por uma área de 9,13 km². Em 2010 a comuna tinha 474 habitantes (densidade: 51,9 hab./km²)..